# Pendelparasollfågel
Pendelparasollfågel (Cephalopterus penduliger) är en fågel i familjen kotingor inom ordningen tättingar.

## Utseende och läte
Pendelparasollfågeln är en stor (51) och svart kotinga med märkliga utsmyckningar. Hanen har en stor tofs som böjs framåt över huvudet som ett parasoll, därav namnet. Från mitten av bröstet hänger en mycket lång fjäderprydd hudflik. Honan och ungfågeln är mindre med ingen eller mycket mindre hudflik. Fågeln är vanligen tystlåten, men från spelande hane hörs stönande ljud.

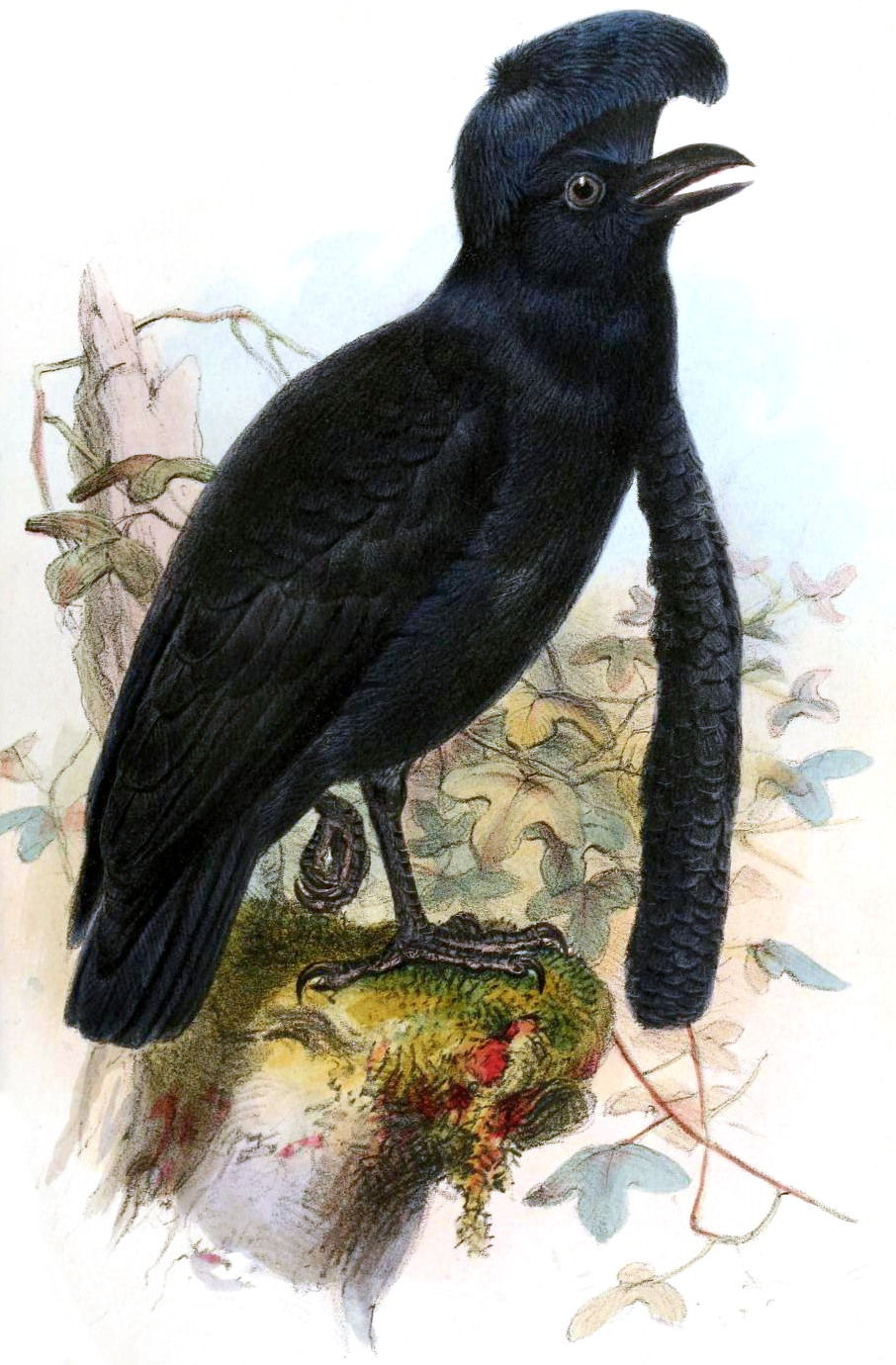

## Utbredning och systematik
Fågeln förekommer i västra Anderna i sydvästra Colombia och västra Ecuador (söderut till El Oro). Den behandlas som monotypisk, det vill säga att den inte delas in i några underarter.

## Status och hot
Pendelparasollfågel har en liten världspopulation bestående av uppskattningsvis endast 7 500–15 000 vuxna individer. Den tros också minska i antal till följd av habitatförlust. Den är därför upptagen på internationella naturvårdsunionen IUCN:s röda lista över hotade arter, kategoriserad som sårbar (VU).